# Temporada 1994-95 de los Phoenix Suns
La temporada 1994-95 fue la vigesimoséptima de los Phoenix Suns en la NBA. La temporada regular acabó con 59 victorias y 23 derrotas, ocupando el segundo puesto de la Conferencia Oeste, clasificándose para los playoffs en los que cayeron en las semifinales de conferencia ante los Houston Rockets, misma ronda, rival y resultado que la temporada anterior.

## Elecciones en elDraft
| Ronda | Puesto | Jugador          | Posición | Nacionalidad                         | Universidad/Club |
| ----- | ------ | ---------------- | -------- | ------------------------------------ | ---------------- |
| 1     | 23     | Wesley Person    | Escolta  | Estados Unidos                       | Auburn           |
| 2     | 29     | Antonio Lang     | Alero    | Estados Unidos                       | Duke             |
| 2     | 50     | Charles Claxton  | Pívot    | Islas Vírgenes de los Estados Unidos | Georgia          |
| 2     | 52     | Anthony Goldwire | Base     | Estados Unidos                       | Houston          |

## Temporada regular
| División Pacífico        | División Pacífico | División Pacífico | División Pacífico | División Pacífico | División Pacífico | División Pacífico | División Pacífico | División Pacífico |
| Equipo                   | G                 | P                 | %                 | PD                | Casa              | Fuera             | Div               |                   |
| ------------------------ | ----------------- | ----------------- | ----------------- | ----------------- | ----------------- | ----------------- | ----------------- | ----------------- |
| y-Phoenix Suns           | 59                | 23                | .720              | —                 | 32–9              | 27–14             | 23–7              |                   |
| x-Seattle SuperSonics    | 57                | 25                | .695              | 2                 | 32–9              | 25–16             | 16–14             |                   |
| x-Los Angeles Lakers     | 48                | 34                | .585              | 11                | 29–12             | 19–22             | 15–15             |                   |
| x-Portland Trail Blazers | 44                | 38                | .537              | 15                | 26–15             | 18–23             | 17–13             |                   |
| Sacramento Kings         | 39                | 43                | .476              | 20                | 27–14             | 12–29             | 17–13             |                   |
| Golden State Warriors    | 26                | 56                | .317              | 33                | 15–26             | 11–30             | 11–19             |                   |
| Los Angeles Clippers     | 17                | 65                | .207              | 42                | 13–28             | 4–37              | 6–24              |                   |

## Playoffs

### Primera ronda
Phoenix Suns vs. Portland Trail Blazers 
| Fecha       | Partido                                      | Ciudad   |
| ----------- | -------------------------------------------- | -------- |
| 28 de abril | Phoenix Suns 129, Portland Trail Blazers 102 | Phoenix  |
| 30 de abril | Phoenix Suns 103, Portland Trail Blazers 94  | Phoenix  |
| 2 de mayo   | Portland Trail Blazers 109, Phoenix Suns 117 | Portland |
|             | Phoenix Suns gana las series 3-0             |          |

### Semifinales de Conferencia
Phoenix Suns vs. Houston Rockets 
| Fecha      | Partido                               | Ciudad  |
| ---------- | ------------------------------------- | ------- |
| 9 de mayo  | Phoenix Suns 130, Houston Rockets 108 | Phoenix |
| 11 de mayo | Phoenix Suns 118, Houston Rockets 94  | Phoenix |
| 13 de mayo | Houston Rockets 118, Phoenix Suns 85  | Houston |
| 14 de mayo | Houston Rockets 110, Phoenix Suns 114 | Houston |
| 16 de mayo | Phoenix Suns 97, Houston Rockets 103  | Phoenix |
| 18 de mayo | Houston Rockets 116, Phoenix Suns 103 | Houston |
| 20 de mayo | Phoenix Suns 114, Houston Rockets 115 | Phoenix |
|            | Houston Rockets gana las series 4-3   |         |

## Estadísticas

### Temporada regular
| Rk | Jugador         | Edad | P  | PT | MP   | TC  | TCI  | %TC  | T3  | T3I | %T3   | TL  | TLI | %TL  | RO  | RD  | RT   | AS  | RB  | TAP | BP  | FP  | PTS  |
| -- | --------------- | ---- | -- | -- | ---- | --- | ---- | ---- | --- | --- | ----- | --- | --- | ---- | --- | --- | ---- | --- | --- | --- | --- | --- | ---- |
| 1  | Dan Majerle     | 29   | 82 | 46 | 37.7 | 5.3 | 12.6 | .425 | 2.4 | 6.7 | .363  | 2.5 | 3.4 | .730 | 1.3 | 3.3 | 4.6  | 4.1 | 1.2 | 0.5 | 1.3 | 1.9 | 15.6 |
| 2  | Charles Barkley | 31   | 68 | 66 | 35.0 | 8.1 | 16.8 | .486 | 1.1 | 3.2 | .338  | 5.6 | 7.5 | .748 | 3.0 | 8.1 | 11.1 | 4.1 | 1.6 | 0.7 | 2.2 | 3.0 | 23.0 |
| 3  | A.C. Green      | 31   | 82 | 52 | 32.8 | 3.8 | 7.5  | .504 | 0.5 | 1.5 | .339  | 3.1 | 4.2 | .732 | 2.4 | 5.8 | 8.2  | 1.5 | 0.7 | 0.4 | 1.4 | 1.8 | 11.2 |
| 4  | Danny Manning   | 28   | 46 | 19 | 32.8 | 7.4 | 13.5 | .547 | 0.1 | 0.5 | .286  | 3.0 | 4.4 | .673 | 2.1 | 3.9 | 6.0  | 3.3 | 0.9 | 1.2 | 2.6 | 3.8 | 17.9 |
| 5  | Kevin Johnson   | 28   | 47 | 35 | 28.8 | 5.2 | 11.1 | .470 | 0.1 | 0.6 | .154  | 5.0 | 6.1 | .810 | 0.7 | 1.8 | 2.4  | 7.7 | 1.0 | 0.4 | 2.2 | 1.9 | 15.5 |
| 6  | Elliot Perry    | 25   | 82 | 51 | 24.1 | 3.7 | 7.2  | .520 | 0.3 | 0.7 | .417  | 1.9 | 2.4 | .810 | 0.6 | 1.2 | 1.8  | 4.8 | 1.9 | 0.0 | 2.0 | 1.7 | 9.7  |
| 7  | Wesley Person   | 23   | 78 | 56 | 23.1 | 4.0 | 8.2  | .484 | 1.5 | 3.4 | .436  | 1.0 | 1.3 | .792 | 0.9 | 1.7 | 2.6  | 1.3 | 0.6 | 0.3 | 1.0 | 1.9 | 10.4 |
| 8  | Wayman Tisdale  | 30   | 65 | 13 | 19.6 | 4.3 | 8.8  | .484 | 0.0 | 0.0 |       | 1.4 | 1.9 | .770 | 1.3 | 2.5 | 3.8  | 0.7 | 0.4 | 0.4 | 1.0 | 2.9 | 10.0 |
| 9  | Danny Ainge     | 35   | 74 | 1  | 18.6 | 2.6 | 5.7  | .460 | 1.1 | 2.9 | .364  | 1.4 | 1.8 | .808 | 0.3 | 1.1 | 1.5  | 2.8 | 0.6 | 0.1 | 1.1 | 2.1 | 7.7  |
| 10 | Joe Kleine      | 33   | 75 | 42 | 12.9 | 1.6 | 3.5  | .449 | 0.0 | 0.0 | .000  | 0.6 | 0.7 | .857 | 1.1 | 2.4 | 3.5  | 0.5 | 0.2 | 0.2 | 0.5 | 2.3 | 3.7  |
| 11 | Danny Schayes   | 35   | 69 | 27 | 11.9 | 1.8 | 3.6  | .508 | 0.0 | 0.0 | 1.000 | 0.7 | 1.0 | .725 | 0.8 | 2.2 | 3.0  | 1.3 | 0.3 | 0.5 | 0.9 | 2.5 | 4.4  |
| 12 | Richard Dumas   | 25   | 15 | 1  | 11.1 | 2.5 | 4.9  | .507 | 0.0 | 0.1 | .000  | 0.5 | 1.1 | .500 | 1.2 | 0.7 | 1.9  | 0.5 | 0.7 | 0.1 | 0.6 | 1.5 | 5.5  |
| 13 | Trevor Ruffin   | 24   | 49 | 1  | 6.5  | 1.7 | 4.0  | .426 | 0.8 | 2.0 | .384  | 0.6 | 0.8 | .711 | 0.2 | 0.3 | 0.5  | 1.0 | 0.3 | 0.0 | 1.0 | 1.1 | 4.8  |
| 14 | Aaron Swinson   | 24   | 9  | 0  | 5.7  | 1.1 | 2.0  | .556 | 0.0 | 0.0 |       | 0.4 | 0.6 | .800 | 0.3 | 0.6 | 0.9  | 0.3 | 0.1 | 0.0 | 0.6 | 0.9 | 2.7  |
| 15 | Antonio Lang    | 22   | 12 | 0  | 4.4  | 0.3 | 0.8  | .400 | 0.0 | 0.0 |       | 0.3 | 0.3 | .750 | 0.3 | 0.1 | 0.3  | 0.1 | 0.0 | 0.2 | 0.4 | 0.9 | 0.9  |

### Playoffs
| Rk | Jugador         | Edad | P  | PT | MP   | TC  | TCI  | %TC  | T3  | T3I | %T3  | TL  | TLI | %TL  | RO  | RD  | RT   | AS  | RB  | TAP | BP  | FP  | PTS  |
| -- | --------------- | ---- | -- | -- | ---- | --- | ---- | ---- | --- | --- | ---- | --- | --- | ---- | --- | --- | ---- | --- | --- | --- | --- | --- | ---- |
| 1  | Charles Barkley | 31   | 10 | 10 | 39.0 | 9.1 | 18.2 | .500 | 0.9 | 3.5 | .257 | 6.6 | 9.0 | .733 | 3.9 | 9.5 | 13.4 | 3.2 | 1.3 | 1.1 | 2.5 | 2.8 | 25.7 |
| 2  | Kevin Johnson   | 28   | 10 | 10 | 37.1 | 8.6 | 15.0 | .573 | 0.5 | 1.0 | .500 | 7.1 | 8.4 | .845 | 0.7 | 3.4 | 4.1  | 9.3 | 0.9 | 0.4 | 3.4 | 2.5 | 24.8 |
| 3  | A.C. Green      | 31   | 10 | 10 | 36.8 | 3.6 | 7.8  | .462 | 0.1 | 1.2 | .083 | 5.5 | 6.3 | .873 | 3.8 | 8.2 | 12.0 | 1.3 | 0.6 | 0.2 | 1.0 | 2.2 | 12.8 |
| 4  | Dan Majerle     | 29   | 10 | 0  | 30.7 | 2.7 | 7.3  | .370 | 1.6 | 4.4 | .364 | 1.2 | 1.7 | .706 | 0.8 | 2.3 | 3.1  | 1.7 | 1.4 | 0.3 | 0.9 | 2.4 | 8.2  |
| 5  | Wesley Person   | 23   | 10 | 10 | 24.7 | 3.4 | 8.3  | .410 | 1.7 | 4.5 | .378 | 1.1 | 1.2 | .917 | 0.9 | 1.2 | 2.1  | 1.1 | 0.3 | 0.2 | 0.9 | 1.9 | 9.6  |
| 6  | Wayman Tisdale  | 30   | 10 | 0  | 17.0 | 3.2 | 7.1  | .451 | 0.0 | 0.1 | .000 | 0.9 | 1.4 | .643 | 0.6 | 2.4 | 3.0  | 1.1 | 0.0 | 0.4 | 0.6 | 3.2 | 7.3  |
| 7  | Joe Kleine      | 33   | 10 | 10 | 16.7 | 3.1 | 5.4  | .574 | 0.1 | 0.2 | .500 | 0.0 | 0.0 |      | 0.8 | 2.3 | 3.1  | 0.8 | 0.5 | 0.3 | 0.6 | 3.5 | 6.3  |
| 8  | Danny Schayes   | 35   | 10 | 0  | 14.6 | 1.1 | 2.9  | .379 | 0.0 | 0.1 | .000 | 0.7 | 0.8 | .875 | 0.4 | 1.6 | 2.0  | 0.8 | 0.3 | 0.3 | 0.8 | 3.8 | 2.9  |
| 9  | Danny Ainge     | 35   | 10 | 0  | 13.7 | 1.9 | 3.8  | .500 | 1.2 | 2.6 | .462 | 1.0 | 1.1 | .909 | 0.2 | 0.8 | 1.0  | 1.0 | 0.5 | 0.0 | 0.6 | 1.5 | 6.0  |
| 10 | Elliot Perry    | 25   | 9  | 0  | 11.8 | 2.2 | 4.7  | .476 | 0.2 | 0.6 | .400 | 2.2 | 2.8 | .800 | 0.3 | 0.8 | 1.1  | 1.3 | 0.6 | 0.0 | 1.0 | 0.9 | 6.9  |
| 11 | Trevor Ruffin   | 24   | 5  | 0  | 2.2  | 0.8 | 1.6  | .500 | 0.2 | 0.8 | .250 | 0.2 | 1.0 | .200 | 0.0 | 0.6 | 0.6  | 0.4 | 0.2 | 0.0 | 0.0 | 0.0 | 2.0  |
| 12 | Richard Dumas   | 25   | 3  | 0  | 1.7  | 0.3 | 1.3  | .250 | 0.0 | 0.0 |      | 0.0 | 0.0 |      | 0.3 | 0.0 | 0.3  | 0.0 | 0.0 | 0.0 | 0.3 | 0.0 | 0.7  |

## Galardones y récords
| Ganador         | Galardón                                |
| Charles Barkley | 2.º Mejor quinteto de la NBA All-Star   |
| Wesley Person   | 2.º Mejor quinteto de rookies de la NBA |
| Dan Majerle     | All-Star                                |